# Immeuble de grande hauteur
 (octobre 2019).
Pour les articles homonymes, voir IGH.
Un immeuble de grande hauteur (IGH) est une tour à usage d'habitation, de bureau ou autre, pour laquelle une législation particulière s'applique dans le domaine de la prévention et de la lutte contre l'incendie. Suivant le pays et l'usage du bâtiment, cette dénomination est utilisée dès 18 m de hauteur, bien en-deçà de la limite généralement considérée pour désigner un gratte-ciel.

## Hauteur limite
La définition d'un immeuble de grande hauteur (IGH) est donnée par les législations nationales, en réponse aux risques plus importants associés à de tels bâtiments (notamment évacuation en cas d'incendie). La hauteur limite qui détermine un IGH dépend de l'usage (habitation ou autre) ; elle est d'au moins 18 m au Royaume-Uni, 22 m en Allemagne, 25 m en Belgique, et 28 m en France,.

## Droit français

### Cadre légal
En droit français, la réglementation de l'immeuble de grande hauteur est portée par un chapitre « immeubles de grande hauteur » du code de la construction et de l'habitation, au sein de la partie « sécurité des personnes contre les risques d'incendie », dans le premier livre premier intitulé « construction, entretien et rénovation des bâtiments ».
En 2022, le chapitre « immeubles de grande hauteur » comprend les articles réglementaires R146-1 à R146-35, regroupés en cinq sous-sections :
1. Définitions et classifications
2. Conception et utilisation
3. Autorisation de travaux sur un immeuble de grande hauteur prévue à l'article L. 146-1
4. Obligations relatives à l'occupation des locaux
5. Mesures de contrôle

### Définition
Selon les dispositions de l'article R. 146-3 du code de la construction et de l'habitation français, « constitue un immeuble de grande hauteur, […] tout corps de bâtiment dont le plancher bas du dernier niveau est situé, par rapport au niveau du sol le plus haut utilisable pour les engins des services publics de secours et de lutte contre l'incendie :
- à plus de 50 mètres pour les immeubles à usage d'habitation […] ;
- à plus de 28 mètres pour tous les autres immeubles. »

Toutefois, un immeuble n'est pas considéré comme un immeuble de grande hauteur si sa destination implique normalement la présence de moins d'une personne par 100 m2 de surface de plancher à tous ses niveaux.
Les IGH font l'objet d'une classification administrative, comportant les catégories suivantes : 
| Classe | Usage                         | Usage                         |
| ------ | ----------------------------- | ----------------------------- |
| GHA    | habitation                    | habitation                    |
| GHO    | hôtel                         | hôtel                         |
| GHR    | enseignement                  | enseignement                  |
| GHS    | dépôt d’archives              | dépôt d’archives              |
| GHU    | sanitaire                     | sanitaire                     |
| GHW1   | bureau                        | entre 28 et 50 mètres         |
| GHW2   | bureau                        | au-dessus de 50 mètres        |
| GHZ    | mixte                         | mixte                         |
| GHTC   | Tour de contrôle              | Tour de contrôle              |
| ITGH   | Très grande hauteur (> 200 m) | Très grande hauteur (> 200 m) |

La catégorie ITGH (pour « immeuble de très grande hauteur ») rassemble les  bâtiments dont le plancher bas du dernier niveau, mesuré comme ci-dessus, est situé à plus de 200 m.

### Réglementation spécifique
Les IGH sont soumis, selon leur type, à un règlement de sécurité particulier édicté initialement par l'arrêté du 30 décembre 2011 (remplaçant l'arrêté du 18 octobre 1977). Ce texte a subi depuis de nombreuses modifications successives destinées à la mise en œuvre des principes de sécurité définis à l'article R. 146-9 du code de la construction et de l'habitation :
- « permettre de vaincre le feu avant qu'il n'ait atteint une dangereuse extension », notamment en divisant l'immeuble en compartiments (niveaux isolés les uns des autres) et demi compartiments (par niveaux) capables d'empêcher la propagation de l'incendie de l'un à l'autre, et en limitant les sources de matériaux combustibles (limitation du potentiel calorifique à 400 MJ/m2 en général) ;
- assurer une évacuation horizontale et verticale aisée des occupants, notamment par la présence de circulations de dimensions adaptées à l'effectif présent, d'au moins deux escaliers par compartiment ;
- assurer une détection rapide de l'incendie, et mettre à disposition des moyens efficaces de lutte contre l'incendie ;
- empêcher le passage des fumées d'incendie de la zone sinistrée aux compartiments indemnes ;
- empêcher la propagation d'un incendie frappant le voisinage de l'IGH à ce bâtiment (volume de protection).

Les propriétaires sont tenus de maintenir et d’entretenir les installations en conformité avec la réglementation IGH, sous le contrôle de la Commission consultative départementale de sécurité et d'accessibilité territorialement compétente.
En 2022, dans sa partie législative, l'article L146-1 établit que « Les travaux qui conduisent à la création, à l'aménagement, à la modification ou au changement de destination d'un immeuble de grande hauteur ne peuvent être exécutés qu'après autorisation de l'autorité chargée de la police de la sécurité, qui vérifie leur conformité aux règles (...) »

### Impact de la réglementation
Le coût des mesures imposées au titre de la réglementation IGH lors de leur construction (résistance au feu des structures, équipements de détection et d'alarme incendie, équipements facilitant l'intervention des pompiers…) puis pendant toute la vie de l'immeuble (contrôles réguliers et mise à jour des équipements de sécurité, présence permanente d'une équipe de sécurité incendie financée par les utilisateurs de l'immeuble…), tend à limiter leur occupation en France à des bureaux de prestige[réf. souhaitée].

## Immeubles de grande hauteur (IGH) célèbres
En France, le premier immeuble de grande hauteur est l'ensemble Gratte-ciel à Villeurbanne, construit en 1934.
On trouve de nombreux IGH dans le quartier d'affaires de La Défense, à l'ouest de Paris, ainsi que dans le 13e arrondissement de Paris, plus particulièrement dans le quartier asiatique (tours allant de 85 à 180 m de hauteur en moyenne).